# Metoděj Kotík
Metoděj Kotík (18. července 1915 Bory – 19. července 2010 Mostiště) byl český římskokatolický kněz brněnské diecéze a kaplan Jeho Svatosti. V letech 1966–2005 byl farářem v Křižanově.

## Život
Narodil se v Dolních Borech nedaleko Velkého Meziříčí v roce 1915, a v roce 1940 přijal v Brně kněžské svěcení. Jeho prvním kněžským působištěm byla Jemnice. Později zde byl jmenován administrátorem a následně farářem. V pozdější době vystřídal několik působišť, až byl v roce 1966 jmenován farářem v Křižanově. Jako křižanovský farář se zasloužil o moderní výzdobu farního kostela sv. Václava, a o vybudování kaple sv. Ludmily v Horní Libochové.
V roce 2005 odešel do penze, a nadále byl v Křižanově výpomocným duchovním. Téhož roku jej brněnský biskup Vojtěch Cikrle vyznamenal medailí sv. Jana Sarkandera. O rok později byl pak papežem Janem Pavlem II. jmenován kaplanem Jeho Svatosti. V dalším roce obdržel Mons. Kotík medaili sv. Petra a Pavla, kterou brněnský biskup ocenil jeho dlouhou a věrnou kněžskou službu.
Mons. Metoděj Kotík zemřel v Nemocnici sv. Zdislavy v Mostištích 19. července 2010, a 25. července téhož roku byl pohřben v Křižanově.

## Očima druhých
| „               | Při svačinách nám vyprávěl epizody z Schulzova románu Kámen a bolest. Znal tu knihu téměř nazpaměť a my po létech skoro také. Svým vyprávěním dokládal Boží zalíbení ve rváčích se životem, v lidech, kterým o něco jde a nebojí se zariskovat... Tah na branku, to Boha zajímá, o tom chce s člověkem mluvit, a ne o hříších, netrefách či kotrmelcích, které přitom udělá. Bůh je kavalír, slyšel jsem nesčíslněkrát, a taky gentleman... To byly moje základní náboženské pravdy. Takového Boha jsem chtěl a fakt začal mít rád. Já jsem měl strašný štěstí... | “ |
| — Karel Satoria | |   |